# Abacidus hamiltoni
Abacidus hamiltoni är en skalbaggsart som beskrevs av Horn. Abacidus hamiltoni ingår i släktet Abacidus och familjen jordlöpare. Inga underarter finns listade i Catalogue of Life.